# Relaciones Chile-Mauritania
Las relaciones Chile-Mauritania son las relaciones internacionales entre la República de Chile y la República Islámica de Mauritania.

## Historia

### sigloXX
Las relaciones diplomáticas entre Chile y Mauritania fueron establecidas el 10 de diciembre de 1965.

## Relaciones comerciales
En 2022, el intercambio comercial entre ambos países ascendió a los 2.8 millones de dólares estadounidenses, lo que supuso un 52% de crecimiento en los últimos cinco años. Los principales productos exportados por Chile fueron útiles para perforación o sondeo, mientras que Mauritania exportó mayoritariamente aceite de pescado.

## Misiones diplomáticas
- La embajada de Chile en Marruecos concurre con representación diplomática a Mauritania.[3]
- La embajada de Mauritania en Brasil concurre con representación diplomática a Chile.[3]